# Hayley Ladd
Hayley Ladd, född den 6 oktober 1993, är en walesisk fotbollsspelare.
Hayley Ladd inledde sin seniorkarriär med spel i Arsenal. Hon har även spelat för bland annat Rugby Borough och Birmingham City innan hon värvades av Manchester United 2019. 2025 kontrakterades hon av Everton LFC. Hon har även representerat det walesiska damlandslaget där hon debuterade år 2011.